# 429-й гаубичный артиллерийский полк Северо-Западного фронта
429-й гаубичный артиллерийский полк — воинское подразделение Вооружённых Сил СССР в Великой Отечественной войне. Полк в разное время мог называться 429-й гаубичный артиллерийский полк, с добавлением аббревиатур «РГК» или «РВГК», по Перечню № 13 называется  429-й гаубичный артиллерийский полк Северо-Западного фронта

## История
Сформирован в Харьковском военном округе в сентябре 1939 года.
В действующей армии во время ВОВ с 22 июня 1941 года по 20 июня 1943 года.
На 22 июня 1941 года дислоцируется в Оранском лагере юго-западнее Алитуса, вместе со 184-й стрелковой дивизией.
Очевидно, что сумел быстро осуществить отход на восток. На 17 июля 1941 года находится у села Кудеверь восточнее Опочки.
На 7 октября 1941 ведёт бои у деревни Исаково в Демянском районе. До 17 декабря  1941 года входил в состав 84-й стрелковой дивизии
Так, в частности, в январе-феврале 1942 года одним дивизионом поддерживает наступление 23-й стрелковой дивизии от Селигера в общем направлении на Молвотицы и далее на Холм в ходе Торопецко-Холмской наступательной операции. Затем, по окончании операции, дислоцируется южнее Демянска, производя обстрел окружённого немецкого гарнизона, и, по-видимому, в августе 1942 года переброшен северо-западнее Демянска.
С ноября 1942 года был придан 370-й стрелковой дивизии и поддерживает вплоть до конца февраля 1943 года в её в безуспешных атаках на Рамушевский коридор в районе деревни Симоново.
20 июня 1943 года преобразован в 78-й гвардейский гаубичный артиллерийский полк

## Полное наименование
- 429-й гаубичный артиллерийский полк

## Подчинение
| Дата            | Фронт (округ)         | Армия             | Корпус | Дивизия                     | Бригада                               | Примечания |
| --------------- | --------------------- | ----------------- | ------ | --------------------------- | ------------------------------------- | ---------- |
| 22.06.1941 года | Северо-Западный фронт | 11-я армия        | -      | -                           | -                                     | -          |
| 01.07.1941 года | Северо-Западный фронт | 11-я армия        | -      | -                           | -                                     | -          |
| 10.07.1941 года | Северо-Западный фронт | 27-я армия        | -      | -                           | -                                     | -          |
| 01.08.1941 года | Северо-Западный фронт | -                 | -      | -                           | -                                     | -          |
| 01.09.1941 года | Северо-Западный фронт | -                 | -      | -                           | -                                     | -          |
| 01.10.1941 года | Северо-Западный фронт | 34-я армия        | -      | -                           | -                                     | -          |
| 01.11.1941 года | Северо-Западный фронт | 34-я армия        | -      | -                           | -                                     | -          |
| 01.12.1941 года | Северо-Западный фронт | 34-я армия        | -      | -                           | -                                     | -          |
| 01.01.1942 года | Северо-Западный фронт | 3-я ударная армия | -      | -                           | -                                     | -          |
| 01.02.1942 года | Калининский фронт     | 3-я ударная армия | -      | -                           | -                                     | -          |
| 01.03.1942 года | Калининский фронт     | 3-я ударная армия | -      | -                           | -                                     | -          |
| 01.04.1942 года | Северо-Западный фронт | -                 | -      | -                           | -                                     | -          |
| 01.05.1942 года | Северо-Западный фронт | 53-я армия        | -      | -                           | -                                     | -          |
| 01.06.1942 года | Северо-Западный фронт | 53-я армия        | -      | -                           | -                                     | -          |
| 01.07.1942 года | Северо-Западный фронт | 53-я армия        | -      | -                           | -                                     | -          |
| 01.08.1942 года | Северо-Западный фронт | 11-я армия        | -      | -                           | -                                     | -          |
| 01.09.1942 года | Северо-Западный фронт | 11-я армия        | -      | -                           | -                                     | -          |
| 01.10.1942 года | Северо-Западный фронт | 34-я армия        | -      | -                           | -                                     | -          |
| 01.11.1942 года | Северо-Западный фронт | 11-я армия        | -      | -                           | -                                     | -          |
| 01.12.1942 года | Северо-Западный фронт | 11-я армия        | -      | -                           | -                                     | -          |
| 01.01.1943 года | Северо-Западный фронт | 11-я армия        | -      | 26-я артиллерийская дивизия | 77-я гаубичная артиллерийская бригада | -          |
| 01.02.1943 года | Северо-Западный фронт | 11-я армия        | -      | 26-я артиллерийская дивизия | 77-я гаубичная артиллерийская бригада | -          |
| 01.03.1943 года | Северо-Западный фронт | 11-я армия        | -      | 26-я артиллерийская дивизия | 77-я гаубичная артиллерийская бригада | -          |
| 01.04.1943 года | Северо-Западный фронт | 34-я армия        | -      | 26-я артиллерийская дивизия | 77-я гаубичная артиллерийская бригада | -          |
| 01.05.1943 года | Северо-Западный фронт | 34-я армия        | -      | 26-я артиллерийская дивизия | 77-я гаубичная артиллерийская бригада | -          |
| 01.06.1943 года | Северо-Западный фронт | 34-я армия        | -      | 26-я артиллерийская дивизия | 77-я гаубичная артиллерийская бригада | -          |

## Командиры
- Харламов Алексей Дмитриевич, подполковник, полковник
- Болдырев П.П., подполковник, с декабря 1942

## Память
- Школьный музей в школе села Молвотицы Новгородской области